# Зенгер, Джон Питер
Джон Питер Зенгер (англ. John Peter Zenger; 26 октября 1697, Импфлинген, Южный Вайнштрассе — 28 июля 1746, Нью-Йорк, Нью-Йорк) — американский журналист немецкого происхождения, издатель и главный редактор New York Weekly Journal, получивший известность благодаря «делу Зенгера», которое считается точкой отсчёта в становлении свободной американской прессы.

## Биография
Джон Питер Зенгер родился в 1697 году в Германии в Верхнем Пфальце.
В 1710 году тринадцатилетний Зенгер переселился из Германии в Америку со своей семьёй. Его отец умер во время двухмесячного морского путешествия на пути в Нью-Йорк, и матери пришлось воспитывать Джона и его брата и сестру. По прибытии в Америку мать отправила Зенгера на обучение Уильяму Брэдфорду, единственному на тот момент издателю Нью-Йорка, работавшему на правительство и одновременно печатавшему политические памфлеты и критические статьи. Учеником Брэдфорда Зенгер оставался до 1718 года. Помимо обучения и работы Зенгер, будучи крайне религиозным, каждое воскресенье ходил в местную церковь, в которой играл на органе во время службы. Джон Питер был женат дважды (в 1719 и 1723), первая жена умерла (по другим данным — официально развелась с Зенгером вскоре после свадьбы), оставив ему сына; во втором браке родилось пятеро детей.
В 1725 году Джон становится партнёром Брэдфорда по бизнесу, после чего открывает собственную типографию. Свою самостоятельную издательскую деятельность Зенгер начал с издания первого напечатанного на территории американских колоний учебника по арифметике. До 1733 года в его типографии печатались религиозные труды, памфлеты и книги, после чего бывший генеральный прокурор Нью-Йорка Джеймс Александр) предложил Зенгеру издавать газету New York Weekly Journal, где предлагалось публиковать обличительные материалы, направленные против действующего губернатора Уильяма Косби. Религиозность Зенгера, видевшего в губернаторе идолопоклонника, забывшего Бога и преклонившегося перед властью и богатством, не позволила ему отказаться от этого предложения.
После окончания «Дела Зенгера» жил в Нью-Йорке, продолжал издавать New York Weekly Journal вплоть до своей смерти в 1746 году (впоследствии изданием газеты занимался его старший сын Джон), получив официальный статус «публичного издателя» в Нью-Йорке (в 1937) и в Нью-Джерси (1938). Похоронен на кладбище Церкви Троицы в Нью-Йорке.

## Дело Зенгера
Дело Зенгера знаменовало собой новый виток в развитии конфликта между колонистами в Америке и колониальным правительством.
В 1731 году Георг II назначает губернатором Нью-Йорка Сэра Уильяма Косби (на тот момент действовавшего губернатора острова Менорка), который отличался грубостью в ведении дел и напрямую прибегал к незаконным методам для достижения своих целей, что вызвало волну возмущения в среде влиятельных ньюйоркцев. Группа горожан, возглавляемая юристом (бывшим прокурором) Джеймсом Александром и Льюисом Моррисом (судьёй, смещённым губернатором с должности за неповиновение), обратилась к Зенгеру с предложением издавать оппозиционную газету, первый выпуск которой увидел свет 5 ноября 1733 года.
В конце 1733 года Зенгера начинают подозревать в клевете за публикацию материалов, порочащих честь действующего губернатора Нью-Йорка Уильяма Косби, который в статьях издания обличался как коррупционер и взяточник (в частности, в первом выпуске описывалась попытка губернатора изменить результат местных выборов путём давления на шерифа и признанием голосов, поданных квакерами, недействительными). Автором материалов был не сам Зенгер, а его коллеги-журналисты, использовавшие псевдонимы. Настоящим в газете оставалось только имя издателя, что и позволило привлечь его к суду. При этом вопрос о достоверности или ложности фактов не ставился на рассмотрение, поскольку речь шла о фигуре королевского губернатора, и по закону необходимо было лишь доказать, что Зенгер был издателем.

Закон есть закон. Правда не имела значения.— Эдвард Резерфорд. «Нью-Йорк»
6 ноября 1734 года губернатор организовал очередное публичное сожжение очередного выпуска New York Weekly Journal — при первом сожжении 22 октября были уничтожены выпуски 7, 47, 48 и 49 — и назначил (безуспешно) награду в 50 фунтов тому, кто назовёт авторов публиковавшихся статей.
В течение нескольких месяцев губернатор Косби пытался давить на суды, чтобы закрыть New York Weekly Journal, после чего 2 ноября судом было выдано постановление об аресте, и 17 ноября 1734 года Зенгер был посажен в тюрьму, в которой провёл до суда почти 9 месяцев. Адвокатам издателя Джеймсу Александру и Уильяму Смиту было запрещено принимать участие в судебном разбирательстве (в частности, первого отстранили по обвинению в неуважении к суду), освобождение под залог также было невозможно из-за непомерно высокой установленной судом (под давлением Косби) суммы. Как следствие, друзья и коллеги Зенгера наняли выдающегося адвоката из Филадельфии — Эндрю Гамильтона. На протяжении всего пребывания журналиста в тюрьме газета продолжала регулярно выпускаться семьёй (преимущественно супругой) и сторонниками Зенгера.
Судебное заседание состоялось во вторник 29 июля 1735 года. Судьёй был назначен Джеймс ДеЛэнси, друг и соратник губернатора Косби.
Прокурор в обвинительной речи настаивал исключительно на рассмотрении дела с точки зрения наличия публичной клеветы на губернатора и правительство колонии безотносительно достоверности фактов, изложенных в статье:

Господин прокурор заявил, что не имеет представления, что можно сказать в защиту человека, так скандально оклеветавшего губернатора, высших чиновников и работников правительственных учреждений, обвинив их в лишении граждан прав и свобод, в устранении суда присяжных и, в целом, в низложении закона. Если это не клевета, заявил он, то тогда что?
Гамильтон как адвокат обращался к присяжным, что было новшеством: традиционно адвокат и прокурор обращались в речи к судье, который затем объяснял присяжным, каким он видит дело и рекомендовал соответствующий вердикт, при этом в деле Зенгера судья Джеймс ДеЛэнси ещё до начала разбирательства указал присяжным на нужный ему и губернатору Косби вердикт. В своей речи Гамильтон подчеркнул, что данное разбирательство касается не только одного журналиста и одного губернатора, но затрагивает самые основы свободы прессы и свободы человека:

Вопрос, поставленный перед судом и вами, господа присяжные, не относится к маловажным частным случаям. Это не слушание дела одного несчастного издателя или одного лишь Нью-Йорка. Нет! Последствия данного разбирательства могут в результате затронуть любого свободного человека, живущего в Америке под управлением Британии. Это основополагающий вопрос. Это вопрос самой свободы.
После выступления прокурора и адвоката присяжные удалились на совещание, но десять минут спустя вернулись и огласили вердикт: невиновен, несмотря на то, что на тот момент подобный вердикт не имел под собой никаких юридических оснований. На следующий день Зенгер был освобождён.
Впоследствии Говернер Моррис, один из отцов-основателей США назвал это решение суда «утренней звездой свободы, впоследствии коренным образом изменившей Америку».

## Последствия
Дело Зенгера имело ряд крайне важных последствий как для судебной практики, так и для переоценки понятий «право» и «свобода»:
- Публичные заявления, в которых излагаются достоверные факты, отныне не считались клеветой[26]. Однако потребовалось около 50 лет, чтобы этот прецедент стал общепризнанным во всех американских колониях[35].
- Были сформулированы, юридически оформлены и получили прецедент основы свободы прессы (в частности, получили защиту от незаконного преследования журналисты и издатели)[36].
- Было заявлено, что законы, действующие в Британии, могут быть неприменимы на территории колоний[36].
- На дело Зенгера ссылались и цитировали речь Гамильтона протестующие против «Акта о гербовом сборе» в 1765 году[25].
- Имя Джона Зенгера часто упоминалось в дебатах 1789—1791 гг., предшествовавших принятию «Билля о правах»[10].
- В 1736 году после смерти губернатора Косби[37] была опубликована «Краткая история дела и суда над Джоном Питером Зенгером, издателем „New York Weekly Journal“» (A Brief Narrative of the Case and Tryal of John Peter Zenger, Printer of the New-York Weekly Journal), которая впоследствии переиздавалась более 20 раз (в последний — в 1997 году)[16].
- В 1954 году Университетом Аризоны была учреждена «Премия Джона Питера и Анны Катарины Зенгер», которая вручается раз в два года (до 1998 — ежегодно)[38] журналистам, внёсшим значительный вклад в борьбу за свободу прессы[39].

## Интересные факты
- Не существует и никогда не существовало ни одного портрета Джона Зенгера[5].
- Став губернатором, Уильям Косби своим первым указом потребовал у своего заместителя Рипа ван Дайка половину зарплаты, выплаченной ему как исполнявшему обязанности губернатора до вступления в должность самого Косби[15][20].
- Несмотря на свою «негативную характеристику», зафиксированную в истории, Уильям Косби активно боролся с отторжением земли от ирокезов богатыми жителями Нью-Йорка[40].
- New York Weekly Journal считается первой в Америке независимой политической газетой[26].
- В 1951 году режиссёр Пол Никелл посвятил один из эпизодов своего сериала Studio One делу Зенгера: 3 сезон, 22 серия от 22 января (по другим данным 5 сезон 16 серия от 12 января[41]) — The Trial of John Peter Zenger («Суд над Джоном Питером Зенгером»)[42].